# Guramalum
Pour les articles homonymes, voir grz.
Le guramalum est une langue en voie de disparition (3 locuteurs en 1987 d'après le SIL) qui fait partie des langues de Nouvelle-Irlande, parlées dans la province de Nouvelle-Irlande. Elle est considérée comme presque éteinte.